# Padre Noguera (khu tự quản)
Padre Noguera là một khu tự quản thuộc bang Mérida, Venezuela. Thủ phủ của khu tự quản Padre Noguera đóng tại Santa María de Caparo. Khự tự quản Padre Noguera có diện tích 206 km2, dân số theo điều tra dân số ngày 21 tháng 10 năm 2001 là 2494 người.